# Skotarewe
Skotarewe (ukr. Скотареве) – wieś na Ukrainie, w obwodzie czerkaskim, w rejonie zwinogródzkim, w hromadzie Szpoła. W 2001 liczyła 785 mieszkańców, spośród których 774 wskazało jako ojczysty język ukraiński, 10 rosyjski, a 1 białoruski.